# ویلیام فرانسیس بارتلت
ویلیام فرانسیس بارتلت (انگلیسی: William Francis Bartlett؛ ۶ ژوئن ۱۸۴۰ – ۱۷ دسامبر ۱۸۷۶) فرد نظامی اهل ایالات متحده آمریکا بود.